# 亞洲世界站
亞洲世界站位在馬尼拉大都會帕拉尼亞克，屬於馬尼拉輕軌1號線的車站，於2024年11月16日正式啟用。該車站處於馬尼拉—甲米地高速公路旁的甘迺迪路帕拉尼亞克轉運站一帶，乘客可由此處轉乘客運至馬尼拉大都會的其他地方。

## 周邊設施
可藉由步行直達相鄰的帕拉尼亞克轉運站，沿著迪奧斯達多·馬嘉柏皋大道向南可抵達崇光酒店馬嘉柏皋（Hotel Sogo Macapagal），往馬尼拉灣方向則可到亞洲世界開發區和菲律賓國家警察海事大隊帕拉尼亞克分隊。

## 車站結構
| 2樓  | 側式月台，車門由右側開啟 | 側式月台，車門由右側開啟                               |
| 2樓  | A月台                    | ← 1號線 小費爾南多·波因方向                            |
| 2樓  | B月台                    | → 1號線 桑托斯博士方向 →                               |
| 2樓  | 側式月台，車門由右側開啟 |                                                        |
| 1樓  | 車站大廳                 | 驗票閘門、售票亭、車站控制、樓梯、電梯、化妝室及哺乳室 |
| 地面 | 街區                     | 巴士站                                                 |